# Karl Wilhelm Bardou

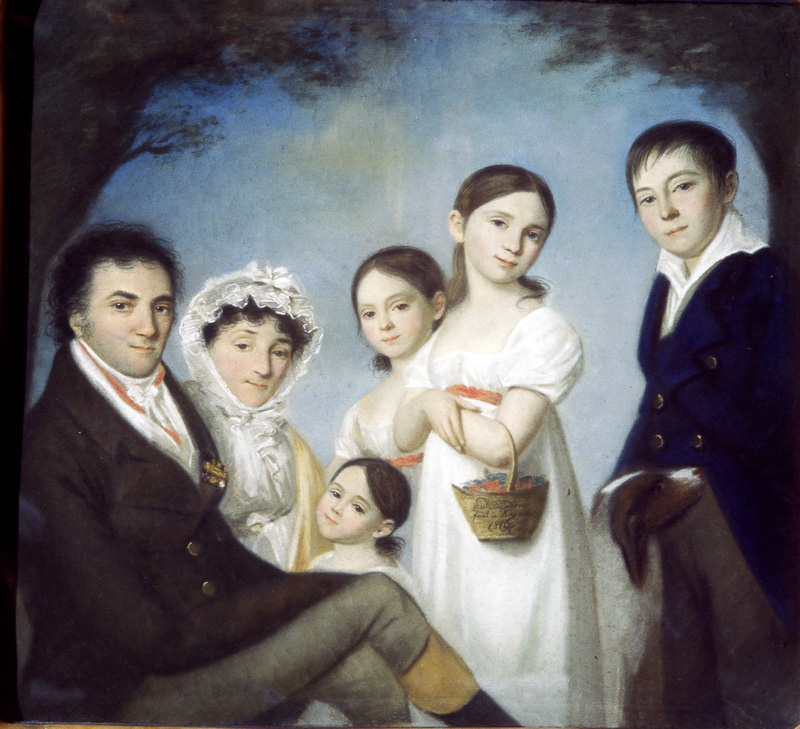
Familie Engelhardt

Karl Wilhelm Bardou (* 5. August 1774 in Berlin; † 1842) war ein Berliner, auch in Russland tätiger Porträtmaler.
Bardou entstammte  einer Künstlerfamilie. Er war Sohn vom Bildhauer Emanuel Bardou und Neffe vom Porträtmaler Paul Joseph Bardou, dessen Schüler er wurde.
Er stellte seine Werke in den Jahren 1797 sowie 1836, 1838, 1839 und 1842 in Berlin aus.
Den Zeitraum von 1804 bis 1827 verbrachte er als Porträtmaler in Russland. Er nahm die russische Staatsbürgerschaft an. Er war in Sankt Petersburg, Moskau und Kasan tätig. In Russland befinden sich gegenwärtig in staatlichen und privaten Kunstsammlungen etwa 160 Porträts.
Er heiratete die Russin, Anna Iwanowna (1786–1840) die nach einer Krankheit in Darmstadt starb. Das Ehepaar hatte drei Kinder: Alexander (* 1810), Andreas (* 1818) und Sophie (* 1817).
Er ist nicht mit dem ebenfalls in Russland tätigen Porträtmaler Johann P. Bardou zu verwechseln.